# Nassarius luteostoma
Nassarius luteostoma är en snäckart som beskrevs av William John Broderip och Sowerby 1829. Nassarius luteostoma ingår i släktet nätsnäckor, och familjen Nassariidae. Inga underarter finns listade i Catalogue of Life.